# Hylaeus mustelus
Hylaeus mustelus är en biart som först beskrevs av Joseph Vachal 1894.  Hylaeus mustelus ingår i släktet citronbin, och familjen korttungebin. Inga underarter finns listade i Catalogue of Life.